# Збаразька районна державна адміністрація
Збаразька районна державна адміністрація (Збаразька РДА) — орган виконавчої влади в Збаразькому районі Тернопільської області України.

## Структурні підрозділи
- Апарат адміністрації
  - Відділ загального діловодства та контролю
  - Відділ організаційної роботи, інформаційної діяльності та зв'язків з громадськістю
  - Юридичний відділ
  - Відділ фінансово-господарського забезпечення
  - Відділ ведення Державного реєстру виборців
  - Відділ державної служби, взаємодії із правоохоронними органами, оборонної, мобілізаційної роботи
- Управління економічного та агропромислового розвитку
- Фінансове управління
- Управління соціального захисту населення райдержадміністрації
- Управління освіти, молоді та спорту
- Архівний відділ
- Відділ охорони здоров'я та цивільного захисту
- Відділ містобудування, архітектури та житлово-комунального господарства
- Відділ державної реєстрації речових прав на нерухоме майно та їх обтяжень, фізичних та юридичних осіб-підприємців райдержадміністрації
- Сектор культури
- Центр надання адміністративних послуг
- Служба у справах дітей

## Особи

### Очільники
Представники Президента України:
|  | Прізвище, ім'я, по батькові | Термін повноважень |
|  | --------------------------- | ------------------ |
|  | 1.                          |                    |

Голови райдержадміністрації:
|  | Прізвище, ім'я, по батькові      | Термін повноважень              |
|  | -------------------------------- | ------------------------------- |
|  | 1. Іван Іванович Демчишин        | ? — 22 березня 2014             |
|  | 2. Юрій Володимирович Горайський | 26 травня 2014 — 21 квітня 2015 |
|  | 3. Анатолій Ярославович Качка    | 28 квітня 2015 — 11 січня 2018  |
|  | 4. Валерій Петрович Савчук       | 26 березня 2018 — 11 липня 2019 |
|  | 5. Любомир Іванович Балук        | 15 квітня 2020 — 26 лютого 2021 |

### Заступники
- Юрій Головатюк — перший заступник,
- Петро Тиньо — заступник,
- Павло Житко